# Parafiletisme

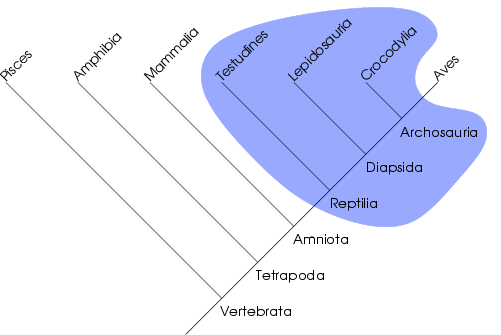
Els rèptils són un grup parafilètic. Si s'hi incloguessin les aus esdevindria monofilètic.

En filogènia, el terme parafiletisme s'aplica a un grup tots els integrants del qual tenen un ancestre comú, però no tots els descendents d'aquest ancestre són presents al grup. Es tracta de grups en què alguns dels descendents d'un ancestre comú no hi són considerats.
Els grups parafilètics es consideren grups «coixos» i per això hom estima que s'han d'evitar en les classificacions cladístiques.
És habitual de marcar amb un asterisc al costat dret els tàxons que es continuen de fer servir malgrat que les anàlisis filogenètiques han demostrat que són parafilètics. Alguns exemples: Reptilia*, Dicotyledoneae*, Protista*...